# Hartvig
Hartvig er et drengenavn, der stammer fra tysk og betyder "stærk i kamp". Det findes også i varianten Hartwig. Begge former er ret sjældne i Danmark; i 2001 bar 401 danskere navnet ifølge Danmarks Statistik.
Navnet kan også anvendes som efternavn.

## Kendte personer med navnet
- Hartwig 1. af Bremen, tysk-romersk ærkebispefyrste
- Hartwig 2. af Bremen, tysk-romersk ærkebispefyrste
- Hartvig Frisch, dansk politiker og minister.
- Hans Hartvig Seedorff Pedersen, dansk forfatter.
- Harald Hartvig Lund, dansk digter.
- Henrik Hartvig Lund, dansk forfatter
- Dirch Hartvig Passer, dansk skuespiller.